# Китаев, Андрей Вячеславович
Китаев, Андрей Вячеславович (род. 26 марта 1951, Москва, РСФСР, СССР) — советский и американский джазовый пианист, педагог. Обладатель «Кристальной Награды» («Crystal Award») Портлендской Музыкальной Ассоциации в номинации «Самый выдающийся артист». В разное время сотрудничал с такими музыкантами, как: Лайонел Хэмптон, Джордж Бенсон, Эдди Гомес, Элвин Джонс, Артуро Сандоваль, Кармен Макрей, Игорь Бутман и мн. другими.

## Биография
Китаев начал свой творческий путь классическим музыкантом. Обучение фортепиано начал в 3 года со своей матерью, Тамарой Константиновной Китаевой, профессиональной пианисткой. С 6 лет обучался в школе-десятилетке им. Гнесиных. Огромное влияние на развитие Китаева оказала его тётка, Евгения Константиновна Гойер-Песоцкая, окончившая Московскую консерваторию с золотой медалью по классу фортепиано у Г. Нейгауза, и всю жизнь активно концертировавшая. Именно её бесценные, по словам самого Китаева, уроки открыли ему секреты знаменитого туше и фразировки русской фортепианной школы. К 15-ти годам в его репертуар входили такие произведения, как Картинки с выставки Мусоргского, 2й концерт Рахманинова и др.
В 13 лет он увлёкся джазовой музыкой. А с 16 лет начал работать в эстрадных и джазовых ансамблях Москвы в том числе Эстрадном оркестре «вечерний Арбат» п/у В. Кадерского. И вскоре вошёл в число лучших джазовых пианистов Москвы того времени.
В 1978 году уехал в США, Беркли, штат Калифорния. На тот момент, Китаев почти не владел репертуаром современных американских джазовых пианистов. Первое время он давал сольные концерты классической музыки. Однако, благодаря усиленным занятиям, через 3 месяца после своего приезда, он получил свою первую постоянную работу в «No Name Bar» в Сосалито. В июне 1978 был приглашён компанией Reference Recordings и записал свою первую пластинку First Takes с Биллом Дугласом на басу. Год спустя после своего приезда он знал уже более 400 джазовых стандартов. Китаев быстро становится очень заметной фигурой в джазовом мире Калифорнии.

Я редко слышу пианиста с таким сильным и крепким туше, как у Китаева; не обязательно «громким» — но уверенным и чистым. Хотя он и включает Херби Хэнкока и Оскара Питерсона в число артистов, повлиявших на его стиль, я слышу только случайные упоминания их обоих в игре Китаева. Возможно Маккой Тайнер является нынешним вдохновителем Китаева, но, с другой стороны, фразы Китаева чище, его ритм более упругий, его гармонические последовательности сложнее— Филипп Элвуд из San Francisco Examiner
Вскоре он появляется на новостях CBS в программе Чарльза Карольта Sunday Morning (Воскресное утро). Он регулярно выступает в самых престижных джазовых клубах западного побережья США..
С начала 80х, Китаев много работает в отелях, благодаря чему, отшлифовывает своё умение играть джаз сольно и сильно расширяет свой репертуар.
В 1989 году несколько концертов, сыгранных пианистом в Портленде, штата Орегон, завоёвывают ему любовь местной публики. Большая популярность джаза в этом штате и множество джазовых клубов, побудили Китаева через год переехать в Портленд, где он проживает и сейчас.
Он получает возможность снова посвятить себя концертной деятельности. Создаёт своё трио, в состав которого входят: Андрей Китаев (фортепиано), Альваро Креадо (бас) и Герри Хоббс (ударные). В этом-же году трио с успехом выступает на международном джазовом фестивале, «Mount Hood Jazz Festival». Линн Дэррок пишет в газете The Oregonian от 1 июня, 1990 года: «… его модернистские аккорды резонируют с роскошным голосоведением Дюка Эллингтона и ритмическим накалом Маккой Тайнера. Его подход к свингу смел и драматичен». В 1991 Китаев представлен в восьми серийной программе Орегонского Общественного Телевидения «Вершины джаза» («PDX Jazz Summit»).
В 1993, 1997 и 1998 годах выступает на фестивале Лайонела Хэмптона в штате Айдахо. С 1993 по 1994 работает в оркестре Лайонела Хэмтона.
С 2002 по 2007 года Китаев проводит в Испании, Австрии и России. Он много выступает, в том числе на «Terrassa Jazz Festival» и «Morocco Jazz Festival». А также записывает новый диск со Стиксом Хупером, «Jazz Jems».
В 2007 возвращается в США. В данное время проживает в Портленде, в плавучем доме на реке Уилламетт со своей женой и дочерью. Много времени посвящает преподаванию. С 2011 ведет традицию частных домашних концертов, которые устраивает ежемесячно у себя в дома.

## Записи
- First Takes (1978);
- Yesterdays (1988);
- Global Innervision (1992);
- Live at Vartans (1997);
- Expressions In Blue and Green (1996);
- Jazz Jems (2010)